# Apamea cymosana
Apamea cymosana là một loài bướm đêm trong họ Noctuidae.